# Дорогинский, Евгений Васильевич
Евгений Васильевич Дорогинский (12 марта 1991) — киргизский футболист, полузащитник и нападающий.

## Биография
В высшей лиге Кыргызстана дебютировал в 2010 году в составе клуба «Шер» (Бишкек). 22 сентября 2010 года забил свой первый гол в матче с «Алгой» (1:0).
В 2011 году играл в первой лиге за «Дордой-2», стал победителем турнира и занял второе место в споре бомбардиров с 21 забитым голом, а также был признан лучшим нападающим первой лиги. На следующий год выступал в составе дебютанта высшей лиги «Ала-Тоо» и стал лучшим бомбардиром своего клуба с 8 голами, а в споре бомбардиров всего чемпионата попал в топ-10.
В ходе сезона 2013 года перешёл в «Алгу», а в 2014—2015 годах выступал за «Абдыш-Ату», с которой стал серебряным (2014) и бронзовым (2015) призёром национального чемпионата.
В 2016 году играл за «Наше Пиво» («Абдыш-Ата-2»), с которым стал полуфиналистом Кубка Кыргызстана и победителем северной зоны первой лиги, забив не менее 10 голов.
Выступал за сборные Кыргызстана младших возрастов. Участник Кубка Содружества 2012 года. В составе олимпийской сборной — участник Азиатских игр 2014 года в Инчхоне, где сыграл 3 матча и забил гол в ворота сверстников из Ирана (по другим данным, этот гол записан на Азамата Байматова). Вызывался в расширенный состав национальной сборной Кыргызстана.
Также выступал в чемпионате Кыргызстана по мини-футболу за команду «Нурфинанс» (Бишкек).